# 아메데오 9세 디 사보이아 공작
복자 아메데오 9세 디 사보이아(이탈리아어: Amedeo IX di Savoia, 1435년 2월 1일 - 1472년 3월 30일)는 1465년부터 1472년까지의 사보이아 공작이다. 가톨릭 교회는 그를 로마 가톨릭 성인 달력 3월 30일에 그를 추가하였다.

## 생애
아메데오는 토농레뱅에서 루도비코와 자뉘스 드 뤼지냥의 딸 안느 드 뤼지냥의 아들로 태어났다. 1452년에 그의 어머니는 샤를 7세의 딸이자 루이 11세의 여동생인 욜랑드 드 프랑스(1434–1478)와의 정치성 결혼을 준비한다. 샤를의 간질과 왕위 은퇴 때문에 그녀는 프랑스의 세력권 밖에 놓여있었다. 프랑스와 신성 로마 제국은 전략적으로 중유했던 알프스 횡단과 교역로를 가진 사보이아를 얻기 위해 경쟁했었다. 프랑스 영향력은 사보이아내에서 커져갔고 프랑스와 신성 로마 제국 황제간의 전쟁에 사보이아가 개입되기도 하였다. 이탈리아 피에몬테에 있는 몬칼레리 성이 토리노로 향하는 남쪽 길을 통솔하기 위해 처음에는 1100년 경에 언덕 위에 지어졌다. 15세기 중반에 욜랑드가 이것을 르네상스 스타일의 궁전으로 탈바꿈시켰다.
아메데오는 프란체스코회의 수호자였고 가난에 고통 받는 자들을 위한 다른 종교 시설에도 기부를 하였다. 그는 1471년 생클로드(Saint-Claude)에 순례지를 만들었다. 아메데오는 1472년 사망했다.

## 가족
아메데오 9세는 욜랑드 드 발루아 사이에서 10명의 자녀를 두었다:
1. 루이지(Luigi, 1453년 출생)
2. 안나 (1455년–1480년) : 알타무라 대공 페데리코 1세 (1452년–1504년)와 혼인
3. 카를로(Carlo, 1456년–1471년) : 피에몬테 대공
4. 마리아(Maria, 1460년–1511년) : 필리프 폰 하흐베르그자우젠베르크 (1454년–1503년)과 혼인
5. 복자 루도비카 (1461년–1503년) : 샬롱 대공 위고(Hugo)와 혼인하였고 이후 글라라 수녀회의 수녀가 됨
6. 필리베르토 (1465년–1482년) :
7. 베르나르도(Bernardo, 1467년 출생)
8. 카를로 (1468년–1490년)
9. 자코모 루이지(Giacomo Luigi, (1470년–1485년) : 프랑스 제네부아의 백작
10. 잔 클라우디오 갈레아초(Gian Claudio Galeazzo, 1472년 출생)

그의 딸 루도비카는 어린 나이에 미망인이 된 후 프란치스코회 수녀회의 수녀가 되었다. 그녀 또한 시복되었다.

사보이아 공작의 문장.

## 시복
1474년에 그려진 아메데오의 그림은 토리노의 도미니코회 교회가 소장하고 있고 놀라운 명성을 얻었다. 1612년 토리노에서 몬도비(Mondovi)의 주교좌성당 참사회의 지롤라모 코르디에리(Girolamo Cordieri)가 아메데오를 신성시한 쓴 짧은 문서가 발행되었다. 코르디에리는 이후 카를로 에마누엘레 1세에 의해 신학자로 임명된다. 또한 같은 해, 베르첼리의 교회에서 아메데오 9세의 기도라고 보는 기적의 개요서를 발행한다. 아메데오에 대한 추종은 카를로 에마누엘레 1세의 아들이자 베르첼리 추기경인 마우리치오 디 사보이아에 의해 활발히 홍보되었다.
1613년, 피에트로프란치스코 말레타(Pietro-Francisco Malletta) 신부가 Historia del Beato Amedeo terzo duca di Savoia를 저술하였다. 6년 뒤, 사보이아 공작이 아메데오 9세에 대해 쓴 1장 마다 9 플로린을 지급하였다. 이는 종교적 훈장으로서 사용됨으로써 나타났고, 특히 프란치스코 살레시오가 발부한 캉브레에서 특히 그러하였다.
미쉘 메를(Michel Merle)은 아메데오 9세의 추종 부활에 대해 정치적 지위를 높이려던 몇 십년의 사보이아 가문의 오랜 노력의 일부로 보고 있다. 가난한 이들에 대한 그의 자선과 일로 알려진 신성한 공작으로 알려진 아메데오는 교황 인노첸시오 11세에 의해 1677년 3월 3일에 시복되었다.